# پرستارماهی‌سانان
پرستارماهی‌سانان (به لاتین: Kurtiformes) متشکل از دو خانواده موجود از ماهیان پرتوباله هستند، پرستارماهیان هند و اقیانوس آرام (که تنها از دو گونه در سردهٔ پرستارماهی تشکیل شده‌است) و ماهیان بسیار متنوع و گسترده‌تر (دهان‌لانه‌ماهیان) ماهی‌های کاردینال). این راسته بخشی از تبارشاخه سوف‌ریخت‌تباران است و توسط بسیاری از مقامات به عنوان آرایه خواهری گاوماهی‌سانان در نظر گرفته می‌شود.

## خانواده‌ها
دو خانواده موجود در راسته پرستارماهی‌سانان طبقه‌بندی می‌شوند:
- پرستارماهیان (بلیکر، 1859) - مهد ماهی
- دهان‌لانه‌ماهیان گونتر، 1859 - ماهی کاردینال